# 伊藤直人 (競馬)
伊藤 直人（いとう なおと、1974年8月26日 - ）は、千葉県船橋市出身の元騎手・現調教助手。
騎手免許は平地競走、障害競走両方の免許を所持していた。
高知所属の騎手・山頭信義は甥。

## 来歴
父は大井の元騎手で船橋競馬場の厩務員であったため、子供の頃は厩舎や馬場を遊び場とし、ハローをかけて整備した馬場でプロレスごっこをしたり、厩舎でかくれんぼをして馬がいる馬房の上に隠れるなどしていた。
馬が身近な環境で育ったため、当たり前のように騎手になる、という感じで、中学時代にはトレンディドラマを見て逆にサラリーマンに憧れたりした。
父からは「騎手になれ」など特に何も言われず、伊藤自身は中央でも地方でもどちらでも良かったが、父が毎晩のように行っていた近所の焼き鳥屋で飲み仲間であった千葉テレビ放送に勤務する人物が「騎手になりたいなら、 中央の願書を持ってきてやるよ」って言ってくれた。中央の試験の方が先にあったため、伊藤は「もし中央に落ちたら地方を受ければいいや」と思いで受けたところ、試験も一発で受かり、競馬学校入学後は9期生として飯田祐史・亀山泰延・川合達彦・小林徹弥・嶋田高宏・宗像徹と同期になる。
厩舎育ちで馬には慣れていたが、乗馬をしてきたわけではなく、ただ跨っていただけであったため、入学後は飯田が立派に乗っている中、伊藤は馬に自由気ままに遊ばれて「何だ、 馬に乗るのってこんなに難しいのか」と思った。
成績は最初から割りと良い順位であり、2学年上の藤田伸二から最初に「お前、1位らしいな。男だったら一度1位を取ったら落ちるんじゃねえぞ」 みたいなことを言われ、その後も、伊藤の記憶するところでは、ほとんど1位であった。
卒業後の1993年3月に美浦・小林常泰厩舎からデビューし、同6日の中山第2競走4歳未勝利・カミノダイリン（14頭中8着）で初騎乗 を果たす。5月8日の新潟第11競走尖閣湾特別・トウショウジゴロで初勝利 を挙げ、後に武幸四郎・鈴木慶太・吉村誠之助と続くメインレースでの初勝利となった。オークスデーの5月23日には東京最終第11競走4歳以上500万下で18頭中18番人気のハグロウォリヤに騎乗し、10番人気アイランドリバーの2着に入り、馬連は153通り中138番人気で、当時の馬連史上第2位となる17万7030円の大波乱となった 。夏は小倉に遠征し、毎日10万ずつ下ろして、夜8時半過ぎの日没と同時に起き、日が昇ると同時に帰り、暑い昼はずっと寝るという生活になったが、3kg減の伊藤を関西の関係者は喜んで乗せた。7月24日の第6競走3歳新馬を14頭中14番人気のリスクフローラで逃げ切り、同31日・翌月1日には初の2日連続勝利を記録するなど、小倉で6勝を挙げ、1年目の同年は8勝をマーク。
2年目の1994年には3月13日の中山で初の1日2勝、皐月賞が行われた4月17日の中山では最終第11競走4歳以上900万下をスーパーライセンスで勝利。同年は初の2桁となる14勝をマークし、1997年まで4年連続2桁勝利を記録するが、結局この年と1999年と14勝がキャリアハイとなった。
3年目の1995年には9月23日の中山第11競走セプテンバーステークスを13頭中12番人気のミラクルドラゴンズで逃げ切って単勝・馬連万馬券の波乱を起こし、ミラクルドラゴンズでは明け9歳になった1996年3月31日の中山第11競走船橋ステークスを15頭中14番人気で勝利して馬連万馬券と2年連続で穴を開けた。
1996年6月29日の中山第9競走あさがお賞ではアイネスフウジン産駒ヘッドラインでシンコウウインディの2着に逃げ粘り、ヘッドラインでは1997年秋の東京ダート1600mの500万下→900万下を連勝し、1998年には新潟公営の豊栄記念を勝利。
1998年3月14日の中京第12競走4歳以上500万下では16頭中12番人気のハギノカムイオー産駒オギスイートハートでハナ、ハナの接戦を勝利して馬連万馬券の波乱を起こし、管理する伊藤圭三調教師の初勝利となった。伊藤の重賞初出走となった京王杯スプリングカップ・アドニス（16頭中16着）、初の特別勝ちとなった8月16日の札幌第11競走報知杯大雪ハンデキャップ・ラストヒットにも騎乗。ラストヒットは伊藤の実家であるグランド牧場生産馬で、公営新潟所属時は上山で行われた東北優駿・北日本オークスを制し、大雪ハンデは11頭中10番人気で馬連万馬券の波乱となった。
1999年の札幌3歳ステークスでは相沢郁厩舎のマイネルコンドルに騎乗し、同厩で同じ厩務員が担当していたジョウテンブレーヴの騎手が未定になっていたところ、同期の小林を相沢に薦める。レースでは4コーナーを回る時にジョウテンブレーヴと同じ位置にいて“さあ行きますか”と一緒に追い出すと、抜け出したエンゼルカロの内からマイネルコンドル、外から小林のジョウテンブレーヴで叩き合いを演じ、同厩・同厩務員・同期のワンツーをアタマ差制して重賞初勝利を挙げる。マイネルコンドルは6番人気、ジョウテンブレーヴは12番人気と大穴で馬連万馬券となり、伊藤と小林は競馬の後にどんちゃん騒ぎした。
1999年からはスマートボーイの主戦騎手となり、ダート中長距離戦を得意とする果敢な逃げ馬と息の合ったコンビで活躍。展開のカギを握り、時には早々と追撃されて失速することもあったが、勝ちパターンに持ち込むと滅法強く、ハイペースで飛ばしてねじふせるという豪快なレースぶりで多くのファンを魅了。2000年にはマーチステークスで小池隆生とタマモストロングの2着に入り、小池とタマモストロングのコンビとはレースが一緒になることが多く、後にはタマモストロングのことが「あの馬さえいなければ勝てたのにな」と思うほど印象に残り、自分の中では「コイケストロング」と呼んでいた。続くアンタレスステークスでは逃げ切って重賞初勝利に導くと同時に自身は重賞2勝目を挙げ、東海ステークスでは完璧に手応えが残っていた中で最後に来たファストフレンドにクビ差交わされて2着に終わる。エルムステークスではゲートインした後に隣の枠に入ったゴールドティアラをじっと見つめてしまい、スタートで大出遅れし、最後方追走のまま殿負けを喫した。2001年にはアンタレスステークスでリージェントブラフら他を寄せつけずぶっち切って逃げ切り連覇し 、エルムステークスでは3着であった。2002年には平安ステークスで久々に逃げに徹して押し切り圧勝し、マーチステークスとエルムステークスは共に2着であった。2003年には平安ステークスで脚抜きのいい重馬場も利して徐々に後続を引き離すと、最後は3馬身差で逃げ切り、8歳馬ながら1分49秒7という速い決着を制した。2着には13番人気のクーリンガーが入り、馬連は13万3810円、馬単も21万4360円の高配当であった。4年連続出走となったマーチステークスも逃げ切って重賞5勝目を挙げ、スマートボーイとのコンビでアンタレスSと平安Sの連覇にマーチSを合わせた5つの重賞勝ちを決め、生涯で4億円を超す賞金を獲得。
2007年からは斎藤誠厩舎所属となるが、2010年12月12日の小倉第9競走3歳以上500万下・ディアトウショウが最後の勝利となる。
2012年には粕谷昌央厩舎に移籍し、2月26日の中山第12競走4歳以上1000万下・ローブドヴルール（16頭中10着）が最後の騎乗となり、同29日付で現役を引退。
引退後は粕谷厩舎の調教助手となり、後には堀宣行厩舎に移籍。

## 騎乗成績
|      |            | 日付          | 競馬場・開催・レース | 競走名     | 馬名             | 頭数 | 人気 | 着順 |
| ---- | ---------- | ------------- | -------------------- | ---------- | ---------------- | ---- | ---- | ---- |
| 平地 | 初騎乗     | 1993年3月6日  | 2回中山3日2R         | 4歳未勝利  | カミノダイリン   | 14頭 | 8    | 8着  |
| 平地 | 初勝利     | 1993年5月8日  | 1回新潟5日11R        | 尖閣湾特別 | トウショウジゴロ | 8頭  | 2    | 1着  |
| 平地 | 重賞初騎乗 | 1993年7月11日 | 1回福島8日11R        | 七夕賞     | ユーワビーム     | 16頭 | 16   | 16着 |
| 平地 | 重賞初勝利 | 1999年9月25日 | 2回札幌7日11R        | 札幌3歳S   | マイネルコンドル | 13頭 | 8    | 1着  |
| 平地 | GI初騎乗   | 2000年4月16日 | 3回中山8日11R        | 皐月賞     | マイネルコンドル | 18頭 | 15   | 17着 |
| 障害 | 初騎乗     | 2006年3月11日 | 2回中山5日4R         | 障害未勝利 | テルミドール     | 14頭 | 7    | 8着  |

| 年度   | 平地競走 | 平地競走 | 平地競走 | 平地競走 | 平地競走 | 平地競走 | 平地競走 | 障害競走 | 障害競走 | 障害競走 | 障害競走 | 障害競走 | 障害競走 | 障害競走 |
| 年度   | 1着      | 2着      | 3着      | 騎乗数   | 勝率     | 連対率   | 複勝率   | 1着      | 2着      | 3着      | 騎乗数   | 勝率     | 連対率   | 複勝率   |
| ------ | -------- | -------- | -------- | -------- | -------- | -------- | -------- | -------- | -------- | -------- | -------- | -------- | -------- | -------- |
| 1993年 | 8        | 8        | 13       | 217      | .037     | .074     | .134     | -        | -        | -        | -        | -        | -        | -        |
| 1994年 | 14       | 23       | 24       | 304      | .046     | .122     | .201     | -        | -        | -        | -        | -        | -        | -        |
| 1995年 | 11       | 8        | 18       | 247      | .045     | .077     | .150     | -        | -        | -        | -        | -        | -        | -        |
| 1996年 | 10       | 13       | 8        | 205      | .049     | .112     | .151     | -        | -        | -        | -        | -        | -        | -        |
| 1997年 | 10       | 11       | 6        | 142      | .070     | .148     | .190     | -        | -        | -        | -        | -        | -        | -        |
| 1998年 | 9        | 10       | 15       | 188      | .048     | .101     | .181     | -        | -        | -        | -        | -        | -        | -        |
| 1999年 | 14       | 10       | 8        | 180      | .078     | .133     | .178     | -        | -        | -        | -        | -        | -        | -        |
| 2000年 | 11       | 17       | 14       | 215      | .051     | .130     | .195     | -        | -        | -        | -        | -        | -        | -        |
| 2001年 | 10       | 15       | 19       | 227      | .044     | .110     | .194     | -        | -        | -        | -        | -        | -        | -        |
| 2002年 | 9        | 15       | 10       | 257      | .035     | .093     | .132     | -        | -        | -        | -        | -        | -        | -        |
| 2003年 | 9        | 13       | 6        | 207      | .043     | .106     | .135     | -        | -        | -        | -        | -        | -        | -        |
| 2004年 | 4        | 8        | 12       | 151      | .026     | .079     | .159     | -        | -        | -        | -        | -        | -        | -        |
| 2005年 | 5        | 4        | 4        | 120      | .042     | .075     | .108     | -        | -        | -        | -        | -        | -        | -        |
| 2006年 | 1        | 5        | 3        | 106      | .009     | .057     | .085     | 0        | 1        | 1        | 16       | .000     | .063     | .125     |
| 2007年 | 4        | 0        | 3        | 85       | .047     | .047     | .082     | 0        | 1        | 0        | 9        | .000     | .111     | .111     |
| 2008年 | 3        | 2        | 3        | 87       | .034     | .057     | .092     | -        | -        | -        | -        | -        | -        | -        |
| 2009年 | 2        | 5        | 4        | 80       | .025     | .088     | .138     | -        | -        | -        | -        | -        | -        | -        |
| 2010年 | 3        | 2        | 5        | 70       | .043     | .071     | .143     | -        | -        | -        | -        | -        | -        | -        |
| 2011年 | 0        | 4        | 0        | 75       | .000     | .053     | .053     | -        | -        | -        | -        | -        | -        | -        |
| 2012年 | 0        | 0        | 2        | 9        | .000     | .000     | .222     | -        | -        | -        | -        | -        | -        | -        |
| 中央   | 137      | 172      | 176      | 3156     | .043     | .098     | .154     | 0        | 2        | 1        | 25       | .000     | .080     | .120     |
| 地方   | 6        | 5        | 11       | 112      | .054     | .098     | .196     | -        | -        | -        | -        | -        | -        | -        |

### 主な騎乗馬
- マイネルコンドル（1999年札幌3歳ステークス）
- スマートボーイ（2000年・2001年アンタレスステークス、2002年・2003年平安ステークス、2003年マーチステークス）

その他
- シルポート
- マイネルネオス